# Koudekerke
Koudekerke (seeländisch Koukerke) ist ein Dorf in der niederländischen Provinz Zeeland. Es liegt etwa 2 km vom Strand und 3 km von Vlissingen entfernt auf der ehemaligen Insel Walcheren, die durch den Bau des Sloedammes und Einpolderungen heute eine Halbinsel geworden ist.
Koudekerke gehörte seit dem 31. Dezember 1965 zur Gemeinde Valkenisse, bevor es 1997 der Gemeinde Veere zugeordnet wurde. Vor 1965 war Koudekerke eine selbständige Gemeinde. In Koudekerke lebten am 1. Januar 2024 auf einer Fläche von 11,96 km² 3480 Menschen. Damit ist es das größte Dorf in der Gemeinde Veere. Auffallend ist der überdurchschnittliche Anteil älterer Einwohner in Koudekerke.

## Anlage und Geschichte des Dorfes
Im Jahre 1809 wurde das Gemeinde-Archiv bei einem Feuer, ausgelöst durch englischen Kanonenbeschuss, zerstört. Deshalb ist nur wenig aus der vorherigen Zeit bekannt. 

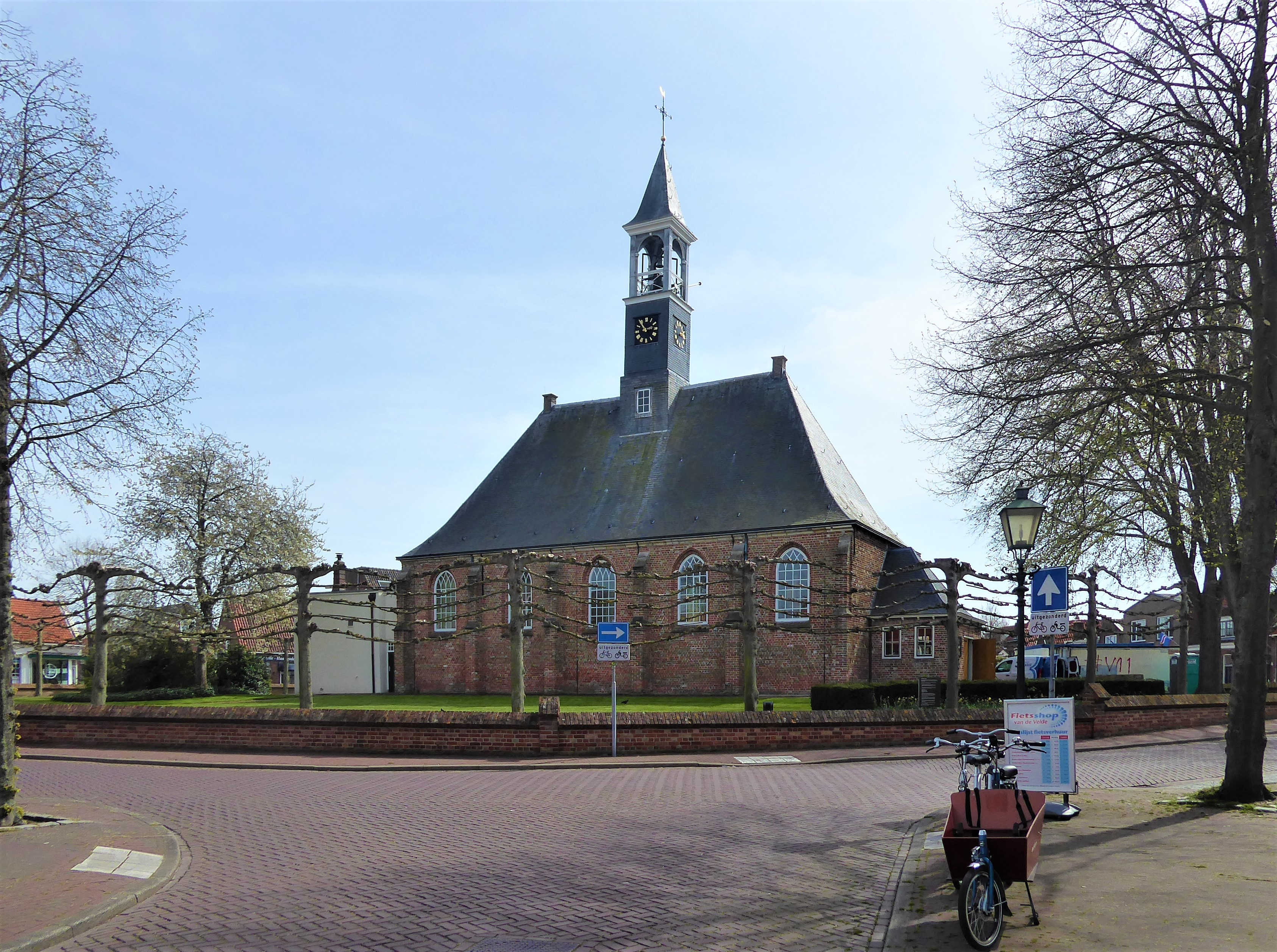
Dorfkirche von Koudekerke

Koudekerke ist ein charakteristisches Kirchenringdorf: Die Kirche Michaëlskerk steht in der Mitte der Gemeinde, deren Bewohner zur Zeit ihrer Entstehung römisch-katholischen Bekenntnisses waren. Um die Kirche herum wurde mit etwas Abstand ein ringförmiger Weg angelegt, der für Prozessionen genutzt wurde. Die Häuser des Dorfes wurden dann außen herum entlang des Weges gebaut. Mindestens seit dem Jahr 1198 ist die Existenz einer solchen Kirche in Koudekerke belegt. Zwischen dem 14. und dem 15. Jahrhundert wurde die ursprüngliche Kirche durch einen dem Erzengel Michael geweihten gotischen Kirchenbau ersetzt. Im Jahr 1566 war Koudekerke der erste niederländische Ort, in dem zugunsten der Reformation gepredigt wurde. Im Zuge der Reformationskriege wurde die gotische Kirche schwer beschädigt. Doch wurde sie 1614 in "modernem" Stil wieder aufgebaut. In dieser Form besteht sie noch heute und wurde 1962–1964 sorgfältig restauriert. Die Kirche hat gemeinsam mit drei weiteren Kirchen auf Walcheren eine ungewöhnlich gestaltete Architektur: Sie besteht aus einem großen Kirchensaal und besitzt keinen seitlich stehenden Kirchturm, sondern in der Mitte auf dem Dach ein kleines, schlankes Türmchen, in dem die beiden Glocken untergebracht sind. Heute befindet sich noch eine zweite Kirche im Stadtgebiet.

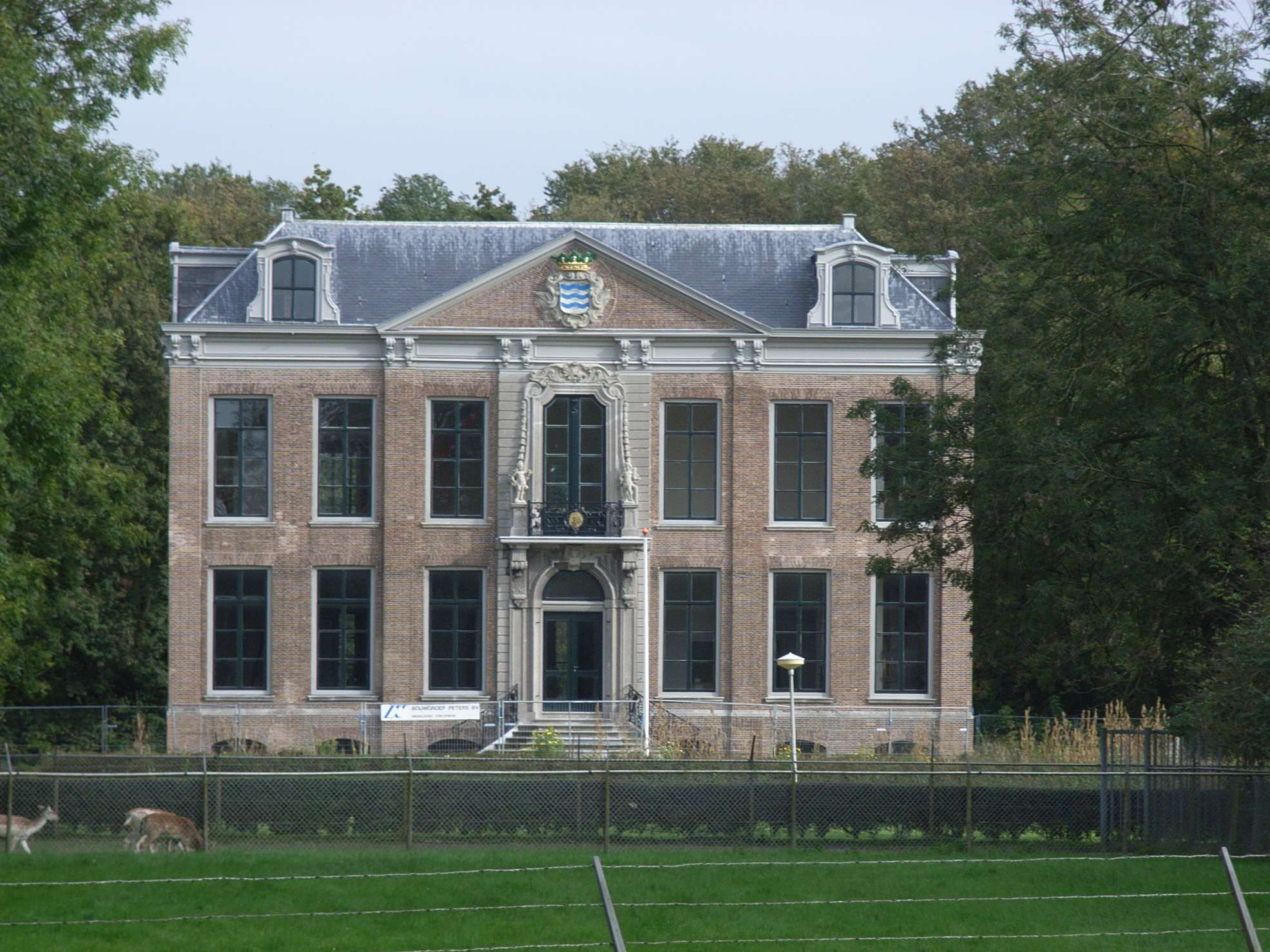
Der Boede

In Koudekerke gibt es noch viele sehr alte Gebäude. Der älteste noch erhaltene Hof in Koudekerke wurde etwa um 1200 erbaut.
Im 17. Jahrhundert wurden um Koudekerke herum zahlreiche Landsitze, sogenannte Buitenplaatsen, als Residenzen von der reichen Stadtbevölkerung erbaut. Sie entstanden aus aufgekauften und respräsentabel ausgebauten alten Bauernhöfen oder aufgekauften Wohnsitzen des verarmten Landadels und wurden mit prunkvollen Gartenanlagen umgeben. Viele davon bestehen noch heute. "Ter Hooge", in seiner ursprünglichen Form erbaut 1285, und "Der Boede", in seiner ursprünglichen Form erbaut 1188, sind die beiden am aufwendigsten gestalteten der noch erhaltenen Buitenplaatsen. "Der Boede" ist zugleich das älteste Gebäude jener Landsitze. Das Gebäude wurde im Zweiten Weltkrieg von den deutschen Besatzern beschlagnahmt und als Quartier des Befehlshabers Wilhelm Münzer und seiner Mitarbeiter zweckentfremdet. Dabei sind große Teile der antiken Einrichtung zerstört worden.
Im Zweiten Weltkrieg legten die deutschen Besatzungsmächte auch bei Koudekerke etliche massive Bunker an, in der Hoffnung, durch diese insgesamt als Atlantikwall bezeichneten Befestigungsanlagen den erwarteten Angriff der Alliierten abwehren zu können. Die Relikte dieser Maßnahmen sind in der Küstenregion zahlreich vorhanden.
Nach dem Krieg wuchs die Stadt schnell wieder, aufgrund der nahegelegenen Schelde zogen viele Arbeiter zu.
Früher standen um Koudekerke herum viele Windmühlen, mindestens 25 sind seit dem Jahr 1574 verbürgt. Bis heute erhalten geblieben ist davon nur eine, die im Jahre 1872 am Ortsrand als Ersatz für eine in der Nähe stehende, abgebrannte Mühle erbaut wurde, "De Lelie". Sie wurde 1940 durch einen Sturm zerstört, aber 1981 wieder aufgebaut.

## Landwirtschaft und Tourismus
Die Umgebung von Koudekerke wird intensiv landwirtschaftlich genutzt. Obgleich das Dorf nicht unmittelbar am Meer liegt, ist er ein beliebter Ferienort. Die Menschen in Koudekerke und der umliegenden Region leben heute überwiegend vom Tourismus, jährlich werden in diesem Raum fast vier Millionen Übernachtungen gezählt.

## Schutz vor dem Meer
Eine Sehenswürdigkeit in der Nähe ist das 1986 fertiggestellte, innovative Sturmflutwehr an der Oosterschelde. Trotz dieses berühmten Wehres sind die Halbinsel Walcheren und damit auch das Dorf Koudekerke zukünftig aufgrund des durch die globale Erwärmung zu erwartenden kontinuierlichen Anstieges des Meeresspiegels und der allmählichen Veränderung des Golfstromes stark durch Überschwemmungen und Sturmfluten gefährdet. Infolgedessen ist die Erstellung weiterer umfangreicher Schutzmaßnahmen zur Sicherung des Gebietes für den Zeitraum von 2006 bis 2050 geplant. Außerdem wurde in den letzten Jahren das Niveau des Strandes durch umfangreiche Verlagerungen des Sandes angehoben, auch um die Erosion der Küste zu vermindern.

## Persönlichkeiten
- Adrianus Catharinus Holtius (1786–1861), Rechtswissenschaftler